# عائلة جتسون
عائلة جتسون (نسخة إيمدج برودكشن هاوس) أو جيتسن (نسخة مركز الزهرة) (بالإنجليزية: The Jetsons) مسلسل رسوم متحركة أمريكي من إنتاج هانا-باربيرا للإنتاج عرض في 1962–1963 ومن ثم عرض في 1985–1987، يعتبر بمثابة نسخة عصر الفضاء لمسلسل ذا فلينستونز، عرض المسلسل للمرة الأولى على قناة ABC حيث تم عرض 24 حلقة من المسلسل في كل ليلة أحد ابتداء من 23 سبتمبر 1962 وانتهى عرضه في 3 مارس 1963 , ويعتبر أول مسلسل يعرض بالألوان على شاشة ABC، تدور أحداث المسلسل في عصر الفضاء وتتمركز الأحداث حول جورج جتسون وعائلته الذين يعيشون في مدينة أوربت حيث كل المنازل والمتاجر تعلو فوق سطح الأرض ويركب سكان مدينة أوربت مركبات فضائية ليتنقلون بها.

## الشخصيات
- جورج جتسون : رب عائلة جتسون وهو الشخصية الرئيسية في المسلسل.
- جين جتسون : زوجة جورج.
- جودي جتسون : ابنة جورج وجين وعمرها 16 عاما.
- إليروي جتسون : الابن الأصغر وعمره ستة سنوات ونصف.
- روزي : عمرها 45 سنة وهي الخادمة الروبوت للعائلة ، وهي موديل قديم ولكن العائلة تحبها ولا تريد أن تستبدلها بموديل جديد مطور.
- الكلب آسترو : هو كلب العائلة وهو الصديق المفضل لجورج.

## وصلات خارجية
- عائلة جتسون على موقع IMDb (الإنجليزية)
- عائلة جتسون على موقع ميتاكريتيك (الإنجليزية)
- عائلة جتسون على موقع روتن توميتوز (الإنجليزية)
- عائلة جتسون على موقع كينوبويسك (الروسية)
- عائلة جتسون على موقع ألو سيني (الفرنسية)
- عائلة جتسون على موقع قاعدة بيانات الفيلم (الإنجليزية)
- The Jetsons نسخة محفوظة 9 ديسمبر 2012 at Archive.is at the قاعدة بيانات الرسوم المتحركة الكبيرة
- The Jetsons at Don Markstein's Toonopedia
- Jetson's Movie
- The Cartoon Scrapbook – Profile on The Jetsons.